# McGriddle
El McGriddle es un sándwich de desayuno vendido por la cadena internacional McDonald's. Introducido en 2003, está disponible en los siguientes mercados: estadounidense, turco, Canadiense, Polaco, japonés, guatemalteco, filipino, y neozelandés (por un tiempo limitado).

## Descripción del producto
El McGriddle "estándar" consiste en tocino frito, huevo y queso americano (o cheddar) servido en un panqueque pequeño con jarabe de arce. Ambas tapas (panqueque) del sándwich contienen el logo de McDonald's. 

### Variantes
- Salchicha
- Salchica, huevo y queso
- Tocino, huevo y queso
- Scrapple, huevo y queso (servido en la región de Filadelfia)
- Spam, huevo y queso (servido sólo en Hawáii como promoción)
- Pollo y queso (servido en el sudeste de Estados Unidos)
- Gofres sumergidos en jarabe creando una masa pegajosa con tocino y huevo (servido en Dorchester (Boston))

## Críticas
Este producto fue mencionado al final de Super Size Me, junto con las opciones saludables de McDonald's:

McDonald's joined right in, sponsoring events that showed how health conscious they had become and creating a new line of premium salads. At the same time, however, they also masterminded one of their fattest sandwiches to date: The McGriddle, a pancake-wrapped creation that won my heart in Texas, but can pack as much fat as a Big Mac, and have more sugar than a pack of McDonald's cookies.
Morgan Spurlock, Super Size Me